# Ewan Douglas
Ewan Campbell Kennedy Douglas (* 14. November 1922 in Edinburgh; † 29. Dezember 1999 in Spanien) war ein britischer Hammerwerfer.
1948 schied er bei den Olympischen Spielen in London in der Qualifikation aus, 1950 wurde er Achter bei den Europameisterschaften in Brüssel, und 1952 kam er bei den Olympischen Spielen in Helsinki erneut nicht über die Vorrunde hinaus.
1954 gewann er für Schottland startend Bronze bei den British Empire and Commonwealth Games in Vancouver und kam bei den Europameisterschaften in Bern auf den 15. Platz.
Bei den British Empire and Commonwealth Games 1958 in Cardiff wurde er Neunter.
1955 wurde er Englischer Meister. Im selben Jahr stellte er am 28. April in Edinburgh mit 58,67 m seine persönliche Bestleistung auf.